# Thomas Antoine
Pour les articles homonymes, voir Antoine.
Thomas Antoine, né le 16 avril 1994 à Laxou, est un archer français.
Il est médaillé de bronze aux Championnats du Monde Universitaires avec Thomas Koenig et Geoffroy Mortemousque en 2016 à Oulan Bator.
Il est médaillé d'argent par équipes en tir à l'arc classique avec Florent Mulot et Olivier Tavernier aux Championnats du monde en salle 2016.
Champion du Monde junior par équipe à Nîmes en 2014 avec Lucas Daniel et Thomas Koenig. 